# Oradour-Fanais
Oradour-Fanais är en kommun i departementet Charente i regionen Nouvelle-Aquitaine i västra Frankrike. Kommunen ligger  i kantonen Confolens-Sud som ligger i arrondissementet Confolens. År 2022 hade Oradour-Fanais 341 invånare.

## Befolkningsutveckling
Antalet invånare i kommunen Oradour-Fanais
Referens:INSEE